# Live at Max’s Kansas City
Live at Max’s Kansas City – koncertowy album zespołu The Heartbreakers nagrany podczas występów w nowojorskim klubie Max’s Kansas City w 1979 r. Wydany został na rynku brytyjskim w tym samym roku przez wytwórnię Beggars Banquet. Reedycja na CD ukazała się nakładem wytwórni ROIR w 1995 r.

## Lista utworów
| 1.  | "Intro"                                                     | 1:29  |
|     |                                                             |       |
| 2.  | "Milk Me" ("Chatterbox"/"Leave Me Alone") (Johnny Thunders) | 2:42  |
|     |                                                             |       |
| 3.  | "Chinese Rocks" (Dee Dee Ramone/Richard Hell)               | 2:57  |
|     |                                                             |       |
| 4.  | "Get Off the Phone" (Walter Lure/Jerry Nolan)               | 2:21  |
|     |                                                             |       |
| 5.  | "London Boys" (Johnny Thunders/Walter Lure/Billy Rath)      | 2:57  |
|     |                                                             |       |
| 6.  | "Take a Chance" (Walter Lure/Jerry Nolan)                   | 2:46  |
|     |                                                             |       |
| 7.  | "One Track Mind" (Walter Lure/Jerry Nolan)                  | 2:38  |
|     |                                                             |       |
| 8.  | "All By Myself" (Walter Lure/Jerry Nolan)                   | 3:31  |
|     |                                                             |       |
| 9.  | "Let Go" (Johnny Thunders/Jerry Nolan)                      | 2:18  |
|     |                                                             |       |
| 10. | "I Love You" (Johnny Thunders)                              | 2:04  |
|     |                                                             |       |
| 11. | "Can't Keep My Eyes on You" (Walter Lure/Jerry Nolan)       | 4:03  |
|     |                                                             |       |
| 12. | "I Wanna Be Loved" (Johnny Thunders)                        | 4:59  |
|     |                                                             |       |
| 13. | "Do You Love Me" (Berry Gordy Jr.)                          | 3:29  |
|     |                                                             |       |
|     |                                                             | 38:14 |
|     |                                                             |       |
Bonus CD (1995):
| 1. | "Pirate Love" (Johnny Thunders)                                   | 5:18  |
|    |                                                                   |       |
| 2. | "Too Much Junkie Business" (Walter Lure/Johnny Thunders)          | 3:43  |
|    |                                                                   |       |
| 3. | "Don't Mess with Cupid" (Deanie Parker/Eddie Floyd/Steve Cropper) | 3:40  |
|    |                                                                   |       |
| 4. | "So Alone" (Johnny Thunders)                                      | 7:02  |
|    |                                                                   |       |
|    |                                                                   | 19:43 |
|    |                                                                   |       |

## Skład
- Johnny Thunders – wokal, gitara
- Walter Lure – gitara, wokal
- Billy Rath – gitara basowa
- Ty Styx – perkusja